# St. Georg (Rieden)

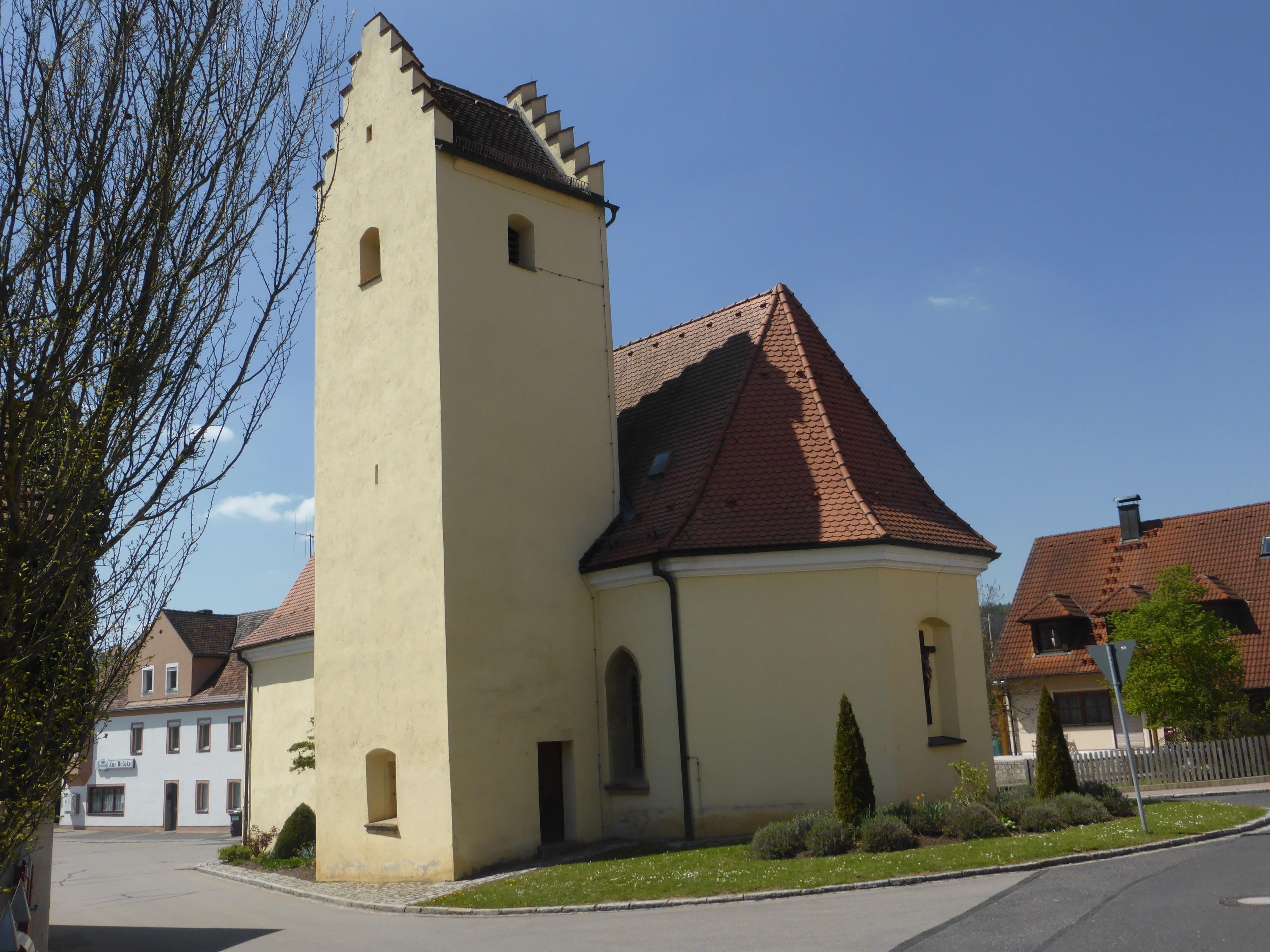
St. Georg (Rieden)

Die römisch-katholische, denkmalgeschützte Filialkirche St. Georg steht in Rieden, einem Markt im Landkreis Amberg-Sulzbach in der Oberpfalz. Die Kirche gehört zum Bistum Regensburg. Das Bauwerk ist unter der Denkmalnummer D-3-71-146-7 als Baudenkmal in die Bayerische Denkmalliste eingetragen.

## Beschreibung
Die 1427 erbaute gotische Saalkirche besteht aus einem im Kern romanischen Langhaus, das mit einem Satteldach bedeckt ist, einem nach 1471 erneuerten Chor mit Fünfachtelschluss im Osten und einem Chorflankenturm, der quer mit einem Satteldach zwischen zwei Staffelgiebeln bedeckt ist, an dessen Südwand.
Der Innenraum des Langhauses ist mit einer Flachdecke überspannt, der des Chors mit einem Kreuzrippengewölbe. Die Kirchenausstattung ist neugotisch.